# Basketball Bundesliga 2018-19
La Basketball Bundesliga 2018-19 fue la edición número 53 de la Basketball Bundesliga, la primera división del baloncesto profesional de Alemania. El campeón fue el Bayern Munich, que lograba su quinto título, mientras que descendieron a la ProA los dos últimos clasificados, Eisbären Bremerhaven y Science City Jena.

## Equipos

### Ascensos y descensos
Oettinger Rockets Gotha y Tigers Tübingen descendieron de la BBL tras la temporada 2017–18, al acabar en los dos últimos lugares. Crailsheim Merlins y SC Rasta Vechta ascendieron desde la ProA, este último un año después de su descenso.

### Equipos 2018-2019 y localización
| Equipo                 | Ciudad       | Arena                  | Capacidad |
| ---------------------- | ------------ | ---------------------- | --------- |
| Alba Berlin            | Berlin       | Mercedes-Benz Arena    | 14,500    |
| Brose Bamberg          | Bamberg      | Brose Arena            | 6,150     |
| Crailsheim Merlins     | Crailsheim   | Arena Hohenlohe        | 3,000     |
| medi Bayreuth          | Bayreuth     | Oberfrankenhalle       | 4,000     |
| Telekom Baskets Bonn   | Bonn         | Telekom Dome           | 6,000     |
| Löwen Braunschweig     | Braunschweig | Volkswagen Halle       | 6,600     |
| Eisbären Bremerhaven   | Bremerhaven  | Bremerhaven Stadthalle | 4,050     |
| Fraport Skyliners      | Frankfurt    | Fraport Arena          | 5,002     |
| Gießen 46ers           | Gießen       | Sporthalle Gießen-Ost  | 4,003     |
| BG Göttingen           | Göttingen    | Sparkassen Arena       | 3,447     |
| Science City Jena      | Jena         | Sparkassen-Arena       | 3,000     |
| MHP Riesen Ludwigsburg | Ludwigsburg  | MHP-Arena              | 5,300     |
| Mitteldeutscher BC     | Weißenfels   | Stadthalle Weißenfels  | 3,000     |
| Bayern Munich          | Munich       | Audi Dome              | 6,700     |
| EWE Baskets Oldenburg  | Oldenburg    | Große EWE Arena        | 6,069     |
| Rasta Vechta           | Vechta       | Rasta Dome             | 3,140     |
| ratiopharm Ulm         | Ulm          | Arena Ulm/Neu-Ulm      | 6,000     |
| s.Oliver Würzburg      | Würzburg     | s.Oliver Arena         | 3,140     |

## Temporada regular

### Clasificación
| Pos. | Equipo                        | PJ | G  | P  | PF   | PC   | DP   | Pts | Clasificación o descenso    |
| ---- | ----------------------------- | -- | -- | -- | ---- | ---- | ---- | --- | --------------------------- |
| 1    | Bayern Munich                 | 34 | 31 | 3  | 3019 | 2598 | +421 | 62  | Clasificación para playoffs |
| 2    | EWE Baskets Oldenburg         | 34 | 28 | 6  | 3157 | 2782 | +375 | 56  | Clasificación para playoffs |
| 3    | Alba Berlin                   | 34 | 27 | 7  | 3125 | 2742 | +383 | 54  | Clasificación para playoffs |
| 4    | Rasta Vechta                  | 34 | 24 | 10 | 2978 | 2809 | +169 | 48  | Clasificación para playoffs |
| 5    | Brose Bamberg                 | 34 | 22 | 12 | 3010 | 2880 | +130 | 44  | Clasificación para playoffs |
| 6    | ratiopharm Ulm                | 34 | 20 | 14 | 2975 | 2896 | +79  | 40  | Clasificación para playoffs |
| 7    | Telekom Baskets Bonn          | 34 | 18 | 16 | 2932 | 2955 | −23  | 36  | Clasificación para playoffs |
| 8    | Basketball Löwen Braunschweig | 34 | 17 | 17 | 2890 | 2853 | +37  | 34  | Clasificación para playoffs |
| 9    | s.Oliver Baskets              | 34 | 17 | 17 | 2773 | 2822 | −49  | 34  |                             |
| 10   | MHP Riesen Ludwigsburg        | 34 | 16 | 18 | 2880 | 2899 | −19  | 32  |                             |
| 11   | Skyliners Frankfurt           | 34 | 16 | 18 | 2688 | 2794 | −106 | 32  |                             |
| 12   | Medi Bayreuth                 | 34 | 14 | 20 | 2897 | 2978 | −81  | 28  |                             |
| 13   | Gießen 46ers                  | 34 | 13 | 21 | 3065 | 3192 | −127 | 26  |                             |
| 14   | BG Göttingen                  | 34 | 11 | 23 | 2699 | 2828 | −129 | 22  |                             |
| 15   | Mitteldeutscher BC            | 34 | 10 | 24 | 2879 | 3053 | −174 | 20  |                             |
| 16   | Crailsheim Merlins            | 34 | 9  | 25 | 2829 | 3091 | −262 | 18  |                             |
| 17   | Eisbären Bremerhaven (R)      | 34 | 8  | 26 | 2746 | 2969 | −223 | 16  | Descenso a ProA             |
| 18   | Science City Jena (R)         | 34 | 5  | 29 | 2640 | 3039 | −399 | 10  | Descenso a ProA             |

 Fuente: BBL
Notas:
1. 1 2  Braunschweig 165–149 Würzburg
2. 1 2  Ludwigsburg 170–170 Frankfurt

### Resultados
| Local \ Visitante      | BAM         | BAY         | BER    | BON           | BRA        | BRE          | CRA     | FRA        | GIE          | GOT         | JEN    | LUD         | MBC          | MUN          | OLD    | ULM          | VEC          | WUR        |
| ---------------------- | ----------- | ----------- | ------ | ------------- | ---------- | ------------ | ------- | ---------- | ------------ | ----------- | ------ | ----------- | ------------ | ------------ | ------ | ------------ | ------------ | ---------- |
| Brose Bamberg          | —           | 84–94       | 66–69  | 77–70         | 93–88      | 100–74       | 101–92  | 74–73      | 109–101 (OT) | 100–77      | 99–67  | 93–91 (OT)  | 88–73        | 75–80        | 86–93  | 103–94       | 67–85        | 97–65      |
| Medi Bayreuth          | 79–90       | —           | 80–79  | 84–78 (OT)    | 78–77      | 113–85       | 102–85  | 72–76      | 95–80        | 75–78       | 103–78 | 81–109      | 95–92        | 90–93        | 70–90  | 79–88        | 81–86        | 84–99      |
| Alba Berlin            | 92–88       | 86–68       | —      | 110–98        | 82–74      | 107–104 (OT) | 115–76  | 87–74      | 108–96       | 95–68       | 112–55 | 86–80       | 92–84        | 75–85        | 78–94  | 92–81        | 104–67       | 108–69     |
| Telekom Bonn           | 92–81       | 94–84       | 81–93  | —             | 75–69      | 108–75       | 89–87   | 60–71      | 97–105       | 76–68       | 93–87  | 86–62       | 105–98       | 102–98       | 78–98  | 78–76        | 87–92 (OT)   | 91–86      |
| Löwen Braunschweig     | 92–66       | 100–85      | 83–79  | 86–92         | —          | 83–81        | 98–84   | 95–77      | 105–101      | 90–76       | 90–66  | 100–99 (OT) | 75–63        | 61–87        | 64–100 | 82–77        | 85–88        | 87–78      |
| Eisbären Bremerhaven   | 88–93       | 83–75       | 86–94  | 88–67         | 69–87      | —            | 93–80   | 78–80      | 92–101       | 108–90 (OT) | 76–74  | 81–75       | 76–81        | 72–89        | 83–88  | 78–88        | 77–84        | 85–87      |
| Crailsheim Merlins     | 77–93       | 97–90       | 69–105 | 87–88         | 99–94 (OT) | 86–80        | —       | 69–77      | 90–92        | 63–88       | 101–78 | 85–94       | 70–89        | 71–96        | 99–87  | 79–82        | 68–70        | 69–87      |
| Skyliners Frankfurt    | 86–79       | 81–91       | 86–99  | 83–79         | 82–77      | 84–77        | 77–91   | —          | 82–81        | 64–72       | 83–69  | 94–96       | 93–88        | 87–91 (2 OT) | 75–74  | 63–91        | 80–100       | 77–91      |
| Gießen 46ers           | 90–97       | 90–95       | 96–101 | 92–99         | 99–97      | 87–89        | 114–115 | 91–90      | —            | 85–104      | 89–83  | 93–98       | 91–84        | 76–99        | 97–88  | 99–90        | 83–84        | 84–101     |
| BG Göttingen           | 77–78       | 80–89       | 91–85  | 79–86         | 76–80      | 85–79        | 93–80   | 70–81      | 95–98        | —           | 81–88  | 86–80       | 78–92        | 71–84        | 79–96  | 76–82        | 79–82        | 91–87      |
| Science City Jena      | 85–90       | 89–96       | 77–81  | 82–70         | 85–83      | 87–98 (OT)   | 88–91   | 72–78      | 61–81        | 92–93       | —      | 89–91 (OT)  | 81–64        | 66–82        | 80–83  | 80–85        | 76–89        | 78–82      |
| MHP Riesen Ludwigsburg | 96–95       | 100–82      | 79–80  | 78–83         | 94–104     | 75–58        | 82–70   | 83–76      | 83–68        | 62–52       | 86–74  | —           | 93–86        | 75–91        | 67–85  | 92–98        | 102–98       | 75–80      |
| Mitteldeutscher BC     | 89–96       | 108–90      | 91–102 | 80–78         | 84–81      | 90–87        | 82–87   | 89–95 (OT) | 86–83        | 63–105      | 109–92 | 77–76       | —            | 66–81        | 74–89  | 81–94        | 100–106 (OT) | 84–97      |
| Bayern Munich          | 85–78       | 101–95 (OT) | 83–81  | 102–91        | 84–73      | 91–80        | 99–79   | 80–71      | 94–79        | 80–68       | 103–71 | 92–74       | 92–67        | —            | 95–74  | 95–72        | 79–66        | 87–69      |
| EWE Baskets Oldenburg  | 100–89      | 90–81       | 84–93  | 109–95        | 103–89     | 99–76        | 87–79   | 91–69      | 117–85       | 86–70       | 103–62 | 100–71      | 118–115 (OT) | 83–82        | —      | 103–99 (2OT) | 81–62        | 109–93     |
| ratiopharm Ulm         | 91–100      | 92–69       | 74–92  | 95–86         | 93–84      | 78–69        | 99–87   | 82–72      | 91–92        | 86–74       | 90–97  | 82–91       | 105–94       | 77–83        | 69–82  | —            | 98–94        | 95–94 (OT) |
| SC Rasta Vechta        | 95–101 (OT) | 67–83       | 80–69  | 112–117 (2OT) | 87–79      | 85–64        | 95–92   | 83–88 (OT) | 92–81        | 82–60       | 104–66 | 112–92      | 89–79        | 93–75        | 100–85 | 80–81        | —            | 75–65      |
| s.Oliver Würzburg      | 80–84       | 73–69       | 75–94  | 80–75         | 71–78      | 80–71        | 87–75   | 72–63      | 81–85        | 88–71       | 80–65  | 82–79       | 84–77        | 70–81        | 78–88  | 77–99        | 88–92        | —          |

## Playoffs
Las tres rondas se jugarán al mejor de cinco partidos, con el equipo mejor clasificado jugando primer, tercero y quinto partido en casa.
|  | Cuartos de final | Cuartos de final      | Cuartos de final |              |   | Semifinales           | Semifinales | Semifinales |  |   | Final         | Final | Final |  |
|  |                  |                       |                  |              |   |                       |             |             |  |   |               |       |       |  |
|  |                  |                       |                  |              |   |                       |             |             |  |   |               |       |       |  |
|  | 1                | Bayern Munich         | 3                |              |   |                       |             |             |  |   |               |       |       |  |
|  | 1                | Bayern Munich         | 3                |              |   |                       |             |             |  |   |               |       |       |  |
|  | 8                | Löwen Braunschweig    | 0                |              |   |                       |             |             |  |   |               |       |       |  |
|  | 8                | Löwen Braunschweig    | 0                |              | 1 | Bayern Munich         | 3           |             |  |   |               |       |       |  |
|  |                  |                       |                  |              | 1 | Bayern Munich         | 3           |             |  |   |               |       |       |  |
|  |                  |                       | 4                | Rasta Vechta | 0 |                       |             |             |  |   |               |       |       |  |
|  | 4                | Rasta Vechta          | 4                | Rasta Vechta | 0 | 3                     |             |             |  |   |               |       |       |  |
|  | 4                | Rasta Vechta          |                  |              |   |                       |             |             |  |   |               |       |       |  |
|  | 5                | Brose Bamberg         | 1                |              |   |                       |             |             |  |   |               |       |       |  |
|  | 5                | Brose Bamberg         | 1                |              |   |                       |             |             |  | 1 | Bayern Munich | 3     |       |  |
|  |                  |                       |                  |              |   |                       |             |             |  | 1 | Bayern Munich | 3     |       |  |
|  |                  |                       | 3                | Alba Berlin  | 0 |                       |             |             |  |   |               |       |       |  |
|  | 2                | EWE Baskets Oldenburg | 3                | Alba Berlin  | 0 | 3                     |             |             |  |   |               |       |       |  |
|  | 2                | EWE Baskets Oldenburg |                  |              |   |                       |             |             |  |   |               |       |       |  |
|  | 7                | Telekom Baskets Bonn  | 0                |              |   |                       |             |             |  |   |               |       |       |  |
|  | 7                | Telekom Baskets Bonn  | 0                |              | 2 | EWE Baskets Oldenburg | 0           |             |  |   |               |       |       |  |
|  |                  |                       |                  |              | 2 | EWE Baskets Oldenburg | 0           |             |  |   |               |       |       |  |
|  |                  |                       | 3                | Alba Berlin  | 3 |                       |             |             |  |   |               |       |       |  |
|  | 3                | Alba Berlin           | 3                | Alba Berlin  | 3 | 3                     |             |             |  |   |               |       |       |  |
|  | 3                | Alba Berlin           |                  |              |   |                       |             |             |  |   |               |       |       |  |
|  | 6                | ratiopharm Ulm        | 0                |              |   |                       |             |             |  |   |               |       |       |  |
|  | 6                | ratiopharm Ulm        | 0                |              |   |                       |             |             |  |   |               |       |       |  |
|  |                  |                       |                  |              |   |                       |             |             |  |   |               |       |       |  |

## Estadísticas
Hasta el 26 de mayo de 2019.
| Rank | Nombre            | Equipo                | PPP  |
| ---- | ----------------- | --------------------- | ---- |
| 1.   | Will Cummings     | EWE Baskets Oldenburg | 21.1 |
| 2.   | John Bryant       | Gießen 46ers          | 19.5 |
| 3.   | DeAndre Lansdowne | Lowen Braunschweig    | 18.5 |
| 4.   | Scott Eatherton   | Löwen Braunschweig    | 17.8 |
| 5.   | Chris Warren      | Eisbären Bremerhaven  | 16.9 |

| Rank | Nombre           | Equipo             | APP |
| ---- | ---------------- | ------------------ | --- |
| 1.   | T. J. Bray       | SC Rasta Vechta    | 8.3 |
| 2.   | Jovan Novak      | Mitteldeutscher BC | 7.4 |
| 3.   | Michael Stockton | BG Göttingen       | 7.0 |
| 4.   | Tyrese Rice      | Brose Baskets      | 6.4 |
| 5.   | Dru Joyce        | Science City Jena  | 6.3 |

| Rank | Nombre           | Equipo                | RPP  |
| ---- | ---------------- | --------------------- | ---- |
| 1.   | John Bryant      | Gießen 46ers          | 10.2 |
| 2.   | Scott Eatherton  | Löwen Braunschweig    | 9.4  |
| 3.   | Rašid Mahalbašić | EWE Baskets Oldenburg | 9.2  |
| 4.   | Keith Benson     | Eisbären Bremerhaven  | 7.4  |
| 5.   | Dwayne Evans     | Ratiopharm Ulm        | 6.5  |

| Rank | Nombre          | Equipo                | TPP |
| ---- | --------------- | --------------------- | --- |
| 1.   | Keith Benson    | Eisbären Bremerhaven  | 1.2 |
| 2.   | Nathan Boothe   | EWE Baskets Oldenburg | 1.1 |
| 3.   | Tremmell Darden | Mitteldeutscher BC    | 1.1 |
| 4.   | James Farr      | Mitteldeutscher BC    | 0.9 |
| 5.   | Shaquille Hines | Löwen Braunschweig    | 0.9 |